# Hieronymus Bosch
Hieronymus Bosch (latinsko Jheronimus Bosch, pravo ime Jeroen van Aken), nizozemski renesančni slikar, * okoli 1450, 's-Hertogenbosch, † 9. avgust 1516.
Bosch je slikal v zgodnjem obdobju t. i. Holandskega slikarstva 15. in 16. stoletja, dostikrat imenovanega tudi »severna renesansa«. Številne Boscheve slike prikazujejo grehe in človeške moralne pregrehe. Bosch je uporabljal podobe demonov, polživali in strojev, ki vzbujajo strah in zmešnjavo, zato da je z njimi prikazal vso zlo, ki ga premore človek. Dela vključujejo kompleksno, visoko originalno, domiselno in zgoščeno uporabo simboličnih figur in ikonografijo, nekatere izmed teh pa so bile temačne celo za čas, v katerem je ustvarjal. Bosch naj bi tudi bil navdih za nadrealistično gibanje v 20. stoletju.

## Življenje
Hieronymus Bosch se je rodil kot Jheronimus (ali Joen, latinska in srednje nizozemska oblika imena Jerome) van Aken (kar pomeni »iz Aachna«) verjetno v 's-Hertogenboschu (nizozemščina [ˌsɛrtoːɣə (m) ˈbɔs]; francoščina Bois-le-Duc [bwɑ l (ə) dyk]), pogovorno znano kot Den Bosch) v današnji Nizozemski in je glavno mesto pokrajine Severni Brabant. Številne svoje slike je podpisal kot Jheronimus Bosch. Ime izvira iz njegovega rojstnega kraja 's-Hertogenbosch, tudi »Den Bosch«.
O življenju in usposabljanja Boscha je malo znanega. Ni zapustil pisanih besedil in tisto kar je bilo ugotovljeno, je bilo vzeto iz kratkih sklicevanje nanj v občinskih evidencah mesta 's-Hertogenbosch ter v poslovnih knjigah krajevne bratovščine reda Naše ljube Gospe. Nič ni znanega o njegovi osebnosti in o pomenu njegove umetnosti. Boschev datum rojstva ni bil zanesljivo ugotovljen. Ocenjujejo da se je rodil okoli leta 1450 in to na podlagi portreta (ki bi bil lahko avtoportret) iz časa tik pred njegovo smrtjo leta 1516. Risba prikazuje umetnika v visoki starosti, verjetno v poznih šestdesetih letih.
Bosch je živel vse svoje življenje v bližini mesta 's-Hertogenbosch, mesta na severu vojvodine Brabant. Njegov ded Jan van Aken (umrl 1454) je bil slikar in je prvič omenjen v zapisih iz leta 1430. Znano je, da je imel Jan pet sinov, od katerih so bili štirje tudi slikarji. Boschev oče Anthonius van Aken (umrl okoli 1478) je deloval kot umetniški svetovalec bratovščine reda Naše ljube Gospe. Velja, da je Boscha učil slikati oče ali eden od njegovih stricev. Bosch se prvič pojavi v občinskih evidencah 5. aprila 1474, ko je bil naveden skupaj z dvema bratoma in sestro.
's-Hertogenbosch je bilo v petnajstem stoletju cvetoče mesto Brabanta, na jugu današnje Nizozemske, ki je bilo tistem času del burgundske Nizozemske. Leta 1463 je bilo v mestu po katastrofalnem požaru uničeno 4000 hiš. Dogodku je bil verjetno priča približno 13 let star Bosch. V času svojega življenja je postal priljubljen slikar in je pogosto prejemal naročila tudi iz tujine. Leta 1488 se je pridružil zelo spoštovani bratovščini reda Naše ljube Goste, stare konservativne verske skupine približno 40 vplivnih državljanov v mestu 's-Hertogenbosch in 7000 članov iz vse Evrope.
Nekje med letoma 1479 in 1481 se je Bosch poročil z Aleyt Goyaerts van den Meerveen, ki je bila iz premožne družine in nekaj let starejša od umetnika. Par se je preselil v bližnje mesto Oirschot, kjer je njegova žena podedovala hišo in zemljo od svoje bogate družine.
Vpis v evidenci bratovščine reda Naše ljube Gospe govori o Boschevi smrti leta 1516. Pogreb in maša v njegov spomin je potekala v cerkvi Svetega Janeza 9. avgusta istega leta.

## Delo
Bosch je izdelal več triptihov. 
Med njegovi najbolj znani deli sodita Vrt zemeljskih naslad (danes v muzeju Prado v Madridu) in Triptih Seneni voz. Triptih Vrt zemeljskih naslad prikazuje na levi tabli Nebesa - raj pri Adamu in Evi in številne čudovite živali, na srednji tabli je Poslednja sodba s številnimi golimi figurami in ogromno sadja in ptic ter na desni strani triptiha Pekel z upodobitvami fantastičnih kazni različnih vrst grešnikov. Ko so zunanje table zaprte vidi gledalec črno-belo sliko Bog ustvarja Zemljo. Te slike, še posebej tabla Nebesa, so pobarvane v razmeroma površnem načinu, ki je v nasprotju s tedaj tradicionalnim flamskim slogom, kjer so z uporabo večkratnega prekrivanja z glazuro dobili gladko površino. Na tej sliki, še bolj pa v delih kot je njegov Triptih Skušnjava sv. Antona, Bosch riše s čopičem. Omeniti je potrebno še tripti Puščavniki in poliptih štirih plošč z naslovom Vizije onostranstva in med temi Vzpon blaženih, danes v Gallerie dell'Accademia, Benetke, druge tega poliptiha v različnih muzejih so še Zemeljski raj, Padec prekletih v pekel in Pekel. 
Bosch je izdelal tudi nekaj prvih samostojnih skic v severni Evropi.
Bosch ni nikoli datiral svojih slik. Strokovnjaki mu pripisujejo manj kot 25 slik. Pozno v 16. stoletju, Filip II. Španski pridobi veliko Boschevih slik. Nekatere so bile verjetno naročene in zbrane od Špancev, ki so delovali v Boschevem domačem kraju. Zdaj so v lasti muzeja Prado v Madridu: 
- Poklon Treh kraljev (pred 1480), prizor ko Marija predstavlja Kristusa modrecem iz vzhoda, opazuje jih Jožef.
- Vrt zemeljskih naslad tudi Raj (1486-1505) - odprt triptih sestavljajo na sredini Vrt naslad, levo krilo Zemeljski raj, desno krilo pa Pekel, ki je od vseh Boschevih predstavitev tega motiva najbolj pretresljiva. Danes se nahaja v Museo del Prado v Madridu.
- tabelne slike: 
  - Sedem smrtnih grehov in štiri poslednje reči - je serija krožnih slik: štiri majhne (Smrt grešnika, Sodba, Pekel, Slava, in večji krog s sedmimi smrtnimi grehi (zavist, pohlep, požrešnost, lenoba, potratnost (po novem pohota). Danes se nahaja v Museo del Prado v Madridu.
  - Triptih Seneni voz - po nizozemskem izročilu je simbol življenja in božje dobrote. Slika predstavlja človeške grehe (pohlepnost, požrešnost in neumnost); zunanja panela predstavljata Življenjsko pot romarjev, osrednji del pa Seneni voz - pohod skozi fantastično pokrajino proti pogubi v peklu. Seneni voz pri tem predstavlja simbol božje dobrote. Obstajata dve verziji tega triptiha, eden se nahaja v El Escorialu, drugi pa v Museo del Prado v Madridu.
  - Zdravilo za norost tudi Operacija kamna (1475-85) - prikazuje trepanacijo »kamna norosti« iz bolnikove glave; kirurg ima na glavi lijak iz glave pa prihaja cvetica tulipan, ki so jo povezovali z norostjo. Danes se nahaja v Museo del Prado v Madridu.

Leta 1504 Filip Pravični, vojvoda burgundski, naroči oltarno sliko Poslednja sodba (delo je bilo izgubljeno). Na levem zunanjem krilu je bil upodobljen Sveti Jakob starejši z njegovimi simboli kot romar, na desnem zunanjem krilu Sveti Bavo, bogat zemljiški posestnik iz Brabanta (6. stoletje). Odprt triptih: levo krilo je predstavljalo Izvirni greh, na srednjem delu je bila Poslednja sodba in na desnem krilu Pekel. Na srednjem delu prikazani motivi kažejo na slikarjevo neomejeno domišljijo in uporabo simbolov.
Med pomembnimi poznejšimi deli je tudi triptih Skušnjava Svetega Antona. Notranje levo krilo upodablja Beg in neuspeh Sv. Antona, srednji panel Skušnjava Sv. Antona, notranje desno krilo pa Sv. Anton in peklenska kraljica. Danes je v Museo Nacional de Arte Antiga v Lizboni, Portugalska.
V letih 1506-1516 kot zadnje naslika delo Križev pot ali Kristus nosi križ. Razen Kristusa in Svete Veronike so liki predstavljeni kot karikature na katerih se odražajo različna občutja (skesanost, zaskrbljenost, zasmehovanje, pokvarjenost, surovost in druga).
Bosch je izdelal tudi precejšnje število risb od katerih jih je mnogo ostalo do danes. Številne predstavljajo nadomestne inkarnacije ali pripravljalne skice za njegove slike.
Hieronymus Bosch je živel v času renesanse, v obdobju gospodarskega preobrata, energične vladarske politike in povpraševanja po verski in moralni prenovi. Časi so bili zelo nasilni in pregrešni. V severni Evropi so napadali oblast in ugled Cerkve, zaradi razvoja trgovine so rastla mesta, ustanavljale so se nacionalne države. To je bil čas Erazma Rotterdamskega in Luthra. Bosch je bil torej sodobnik Michelangela (1475-1564), Tiziana (1477-1576), Rafaela (1483-1520) in Leonarda da Vincija (1452-1519) vendar njegova umetnost kaže bolj srednjeveško miselnost kot renesančne novosti.
Delal je, poleg Bratovščine Naše ljube Gospe, za urbano elito in nizozemsko plemstvo. Njegovi glavni naročniki so bili vladajoči princ Nizozemske, nadvojvoda Filip II. Pravični in njegov dvor. Razvoj tiskarstva je omogočil tudi sloves Boschevih del po njegovi smrti.
Njegova umetnost je zmes pobožnega izražanja, posvetnega humanizma in domišljije. Natančen pomen Boschevih podob, tem, simbolov in alegorij o človeški naravi še danes buri domišljijo in raziskovalci njegovega dela so še vedno razdvojeni. Na njegovih slikah se prepletajo srednjeveški simbolizem in renesančni humanizem, alkimija, naravoslovje, biblični viri itd.
Njegovi posnemovalci in dediči so bili: Matthias Grünewald (1475-1528), Pieter Bruegel starejši (1525/30-1569), William Blake (1575-1827), Henry Fuseli (1741-1825), Goya in surealisti. Vse do 19. stoletja Boscheva dela niso bila deležna posebne pozornosti. Raziskovanje in proučevanje se je začelo šele po tem, ko so Freud in drugi psihoanalitiki začeli odkrivati delovanje človeškega uma in podzavest.

## Simboli
Hieronymus Bosch uporablja v mnogih svojih slikah iste simbole. O tej simboliki in ikonografiji obstajajo različne tudi zelo obsežne filološke in umetnostno zgodovinske študije.
- Medved predstavlja smrtni greh »jezo«.
- Žaba - če sedi na osebi - pomeni »izprijenost«; če sedi na seksualnem delu, je to razumeti kot namig na smrtni greh »poželenje«, če sedi na prsih ali na obrazu je lahko to tudi aluzija na smrtni greh »napuh« (aroganca, domišljavost).
- Lijak, večinoma obrnjen osebi navzdol na glavo, pomeni »zlobnost, prevaro, norost« (lij je zaščita pred očmi Boga z neba).
- Puščica kaže tudi »zlo«, včasih je postavljena ljudem čez kapo ali klobuk, včasih prebode telo, včasih pa v anus na pol gole osebe (ki je prav tako pomeni »izprijenost«).
- Vrč se pogosto uporablja v kombinaciji s palico, včasih nataknjen neposredno; to je spolna aluzija in pomeni »poželenje«.
- Enako velja za cevi s čepom, ki jih pogosto najdemo v kombinaciji s palico.
- Dude (glasbilo) so aluzija na smrtni greh »poželenje«.
- Sove v krščanskih podobi ni mogoče razlagati v antičnem mitološkem smislu kot simbol modrosti. Bosch je postavil sovo v mnogih slikah in jo rad uporablja včasih v zvezi z ljudmi, ki se obnašajo zlonamerno ali kot zastaran smrtni greh. Zato pogosto domnevajo, da je nočna žival in ujeda, da je zlo in norost, duhovna slepota in nemirnost in simbolizira vse, kar je zemeljskega.

Razlaga simbolov je zelo odvisna v kontekstu slike, tako da lahko pozitiven simbol laboda pomeni v zvezi z Marijo čistost in v drugih kontekstih ravno nasprotno. Če krasi napis na hiši, skupaj z drugimi simboli, gre za bordel.